# 34307 Arielhaas
34307 Arielhaas (designação provisória: 2000 QT183) é um asteroide da cintura principal. Possui uma excentricidade de 0.14111300 e uma inclinação de 2.89882º.
Este asteroide foi descoberto no dia 26 de agosto de 2000 por LINEAR em Socorro.